# Cristià II de Brandenburg-Bayreuth
Cristià II de Brandenburg-Bayreuth (en alemany Christian Ernst von Brandenburg-Bayreuth) va néixer a Bayreuth (Alemanya) el 27 de juliol de 1644 i va morir a Erlangen el 10 de maig de 1712. Era l'únic fill d'Erdmann August de Brandenburg-Bayreuth (1615-1651) i de Sofia de Brandenburg-Ansbach (1614-1646). Era, per tant, membre de la Casa de Hohenzollern.
La mort del seu pare, el 6 de febrer de 1651, va convertir Cristià Ernest en el nou hereu del marquesat de Bayreuth. I quan només tenia deu anys va succeir al seu avi Cristià, de manera que el seu oncle Jordi Albert va actuar com a regent fins al 1664, quan Cristià II va ser declarat major d'edat i va assumir el govern del principat.
Entre les decisions preses durant el seu govern cal remarcar la centralització de les autoritats regionals, la solució del conflicte dels hugonots a Erlangen que havien estat expulats de França, i la creació de l'Acadèmia de Knight (en alemany Ritterakademie), que després esdevindria la Universitat d'Erlangen.
Com a marcgrave, va ser un partidari fidel de l'emperador Leopold I del Sacre Imperi Romanogermànic, a qui va donar suport en conflictes bèl·lics, com ara en les guerres contra França en suport de la República Holandesa i la Lorena i en l'alliberament de Viena assetjada pels turcs. Va començar la seva carrera militar el 12 de febrer de 1664, quan va ser designat coronel de la circumscripció alemanya de Francònia.
Les seves ambicions militars el van convertir en un aliat polític important malgrat els petits territoris que governava. Després d'haver donat suport a l'emperador en la Guerra franco-holandesa, va ser nomenat tinent mariscal de camp el 27 de març de 1676. El 1691 va ser nomenat Mariscal de Camp Imperial i va prendre el comandament de l'exèrcit imperial estacionat al Rin el 1692. Durant la Guerra de Successió Espanyola va obtenir algunes victòries, però va cometre un error fatal el 22 de maig de 1707 que va fer possible l'entrada de les tropes franceses a Suàbia i a Baviera. A partir de llavors, la seva carrera militar va entrar en declivi.
Cristià Ernest va ser també un defensor i benefactor de les arts i de l'educació. Va dotar Bayreuth d'una escola secundària el 1664 que encara porta el seu nom. Va ampliar la seva residència amb la construcció d'una església el 1672, i el 1695 va encarregar a l'arquitecte Leonhard Dientzenhofer la construcció d'una torre octogonal.

## Matrimoni i fills
El 29 d'octubre de 1662 es va casar a Dresden amb Erdmuda Sofia de Saxònia (1644-1670), filla de Joan Jordi II de Saxònia i de Magdalena Sibil·la de Brandenburg-Bayreuth. Però la seva dona va morir el 22 de juny de 1669, després de set anys de matrimoni i sense haver tingut fills.
El 8 de febrer de 1671 es va tornar a casar a Stuttgart amb Sofia Lluïsa de Württemberg (1642-1702), filla del duc Eberhard III (1614-1674) i d'Anna Caterina de Salm-Kyrburg (1614-1655). Fruit d'aquest segon matrimoni van néixer sis fills:
- Cristiana Eberhardina (1671-1727), casada amb Frederic August I de Saxònia (1670-1733).
- Elionor Magdalena (1673-1711), casada amb Hermann Frederic de Hohenzollern-Hechingen (1665-1733.
- Clàudia Elionor (1675-1676).
- Carlota Emília (1677-1678).
- Jordi Guillem (1678-1726), successor del seu pare com a marcgravi de Bayreuth, casat amb Sofia de Saxònia-Weissenfels (1684-1752).
- Carles Lluís (1679-1680).

El 30 de març de 1703, cinc mesos després de la mort de la seva segona dona, es va tornar a casar a Potsdam amb Elisabet Sofia de Brandenburg (1674-1748), filla de Frederic Guillem de Brandenburg (1620-1688) i de Sofia Dorotea de Schleswig-Holstein-Sonderburg-Glücksburg (1636-1689), amb qui no va tenir fills.
L'estil de vida luxuriós del Margravi i el de les seves dones van ser una important càrrega per a les arques del Principat.